# Falk Volkhardt
Falk Volkhardt (* 25. April 1925 in München; † 4. März 2001 in Starnberg) war Besitzer und Betreiber des Hotels Bayerischer Hof in München, des Hotels „Zur Tenne“ in Kitzbühel sowie des Weinkellers Gebr. Volkhardt.

## Leben
Falk Volkhardt war der Enkel Hermann Volkhardts und Sohn dessen gleichnamigen Sohnes. Falk Volkhardt galt wohl mit Lorenz Adlon als eine der größten Persönlichkeiten in der deutschen Hotelbranche.
1959 übernahm Volkhardt die Leitung des Hotels Bayerischer Hof. Innerhalb von zwei Jahren baute er das Hotel wieder zum größten Gebäude am Promenadeplatz auf. Im Jahr 1969 kaufte er das angrenzende Palais Montgelas und ließ es renovieren. Trotz eines finanziellen Engpasses kaufte er im selben Jahr das Hotel „Zur Tenne“ in Kitzbühel und erfüllte sich so einen Traum. Das Hotel wurde im Jahr 1995 von Grund auf renoviert.
1994 übergab er den Bayerischen Hof an seine jüngste Tochter Innegrit, die bereits 1992 in die Geschäftsführung eingetreten war. Am 4. März 2001 verstarb Falk Volkhardt nach langer Krankheit. Er hinterließ eine Frau und zwei Töchter sowie zwei Enkelkinder.

## Auszeichnungen
- 1981: Bundesverdienstkreuz 1. Klasse
- 1985: Brillat Savarin-Plakette[5]